# Borsa del Col·leccionista de Reus
La Borsa del Col·leccionista de Reus es va crear el 1975 al local que ocupa la Llotja de Contractació de Reus. És una institució creada per la Cambra de Comerç als baixos de l'edifici de la Casa Beringola i al costat del Teatre Fortuny (a la Plaça de Prim), sota l'impuls d'Anton Maria Vidal Colominas. Els diumenges al matí en aquest lloc, els col·leccionistes locals canvien compren i venen monedes, segells, xapes, plaques, pins, etc. i en especial objectes relacionats amb Reus.
Forma part de l'activitat de la Cambra de Comerç, Indústria i Navegació de Reus. De forma habitual, els primers i tercers diumenges del mes, és punt de trobada dels col·leccionistes, s'hi afegeixen a més les exposicions quinzenals i les activitats de cap de setmana de certs col·lectius. Tot i que durant uns anys les Pescateries Velles acollien els dissabtes al matí les trobades d'antiquaris, brocanters i col·leccionistes, no interferien en les seves activitats. Actualment, el passeig de Prim és un punt de trobada, els dissabtes al matí, dels col·leccionistes d'antiguitats i elements diversos en el mercat de brocanters.